# Pakojan
Pakojan is een bestuurslaag in het regentschap Tangerang van de provincie Banten, Indonesië. Pakojan telt 6703 inwoners (volkstelling 2010).